# تنم
تننم (به لاتین: Tənənəm) یک منطقهٔ مسکونی در جمهوری آذربایجان است که در شهرستان شرور واقع شده‌است.

## خصوصیات
تنم ۷۴۶ نفر جمعیت دارد.